# البحث الكوكبي الأنغلو أسترالي

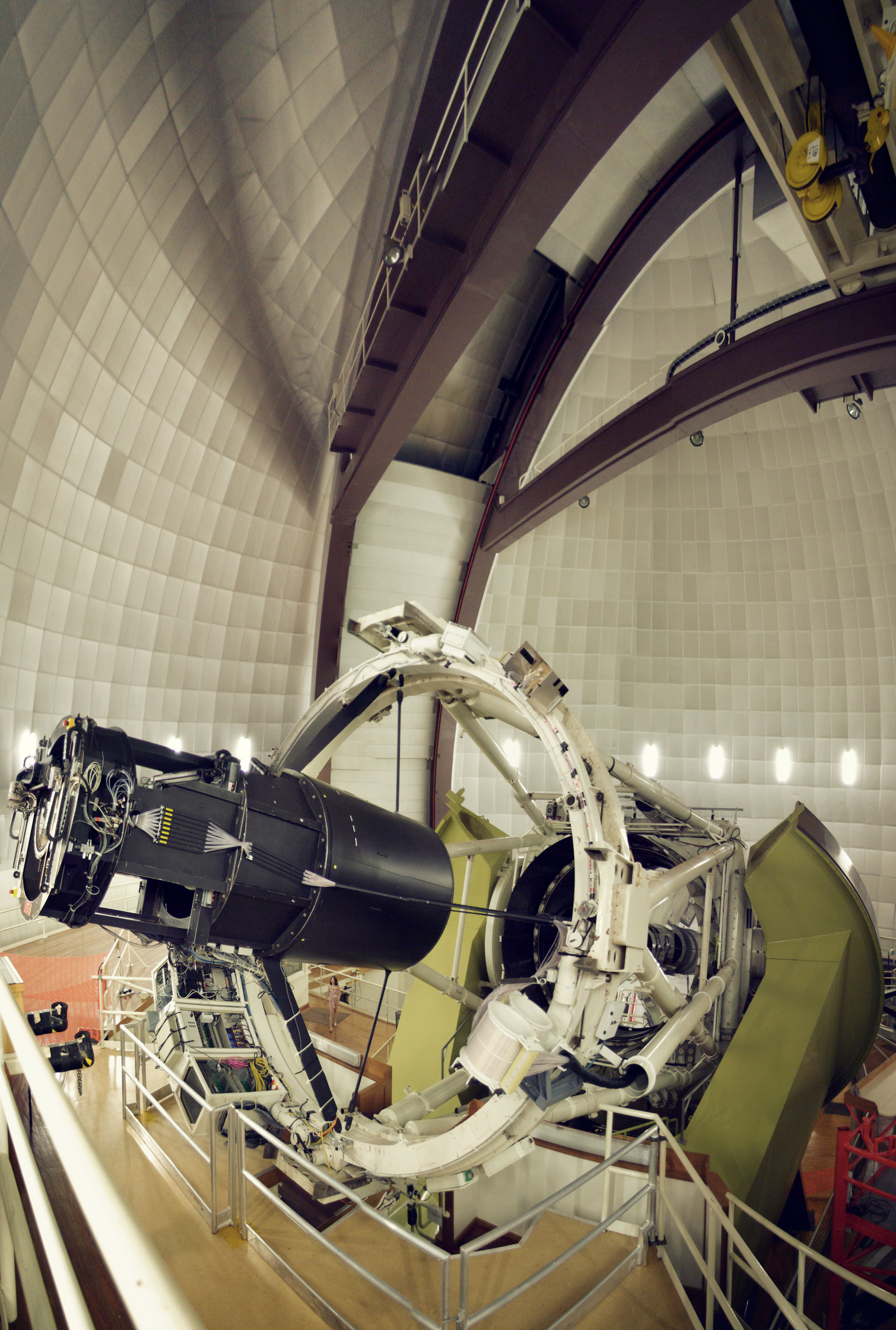
تلسكوب الأنجلو - أسترالي

البحث الكوكبي الأنغلو أسترالي (AAPS) هو مسح فلكي فلكي طويل الأجل بدأ في عام 1998 ومستمر حتى الوقت الحاضر. يجري تنفيذ المسح من خلال تلسكوب الأنجلو - أسترالي 3.9 متر التابع للمرصد الأنجلو أسترالي في أستراليا . يهدف المسح إلى فهرسة الكواكب حول أكثر من 240 نجم قريب مشابة للشمس من نصف الأرض الجنوبي. يستخدم تلسكوب الأنجلو - أسترالي راسم الطيف UCLES التابع لكلية لندن الجامعية ويستخدم المسح طريقة السرعة الشعاعية للبحث عن الكواكب خارج المجموعة الشمسية. وينصب اهتمام المسح الرئيسي حالياً على اكتشاف الكواكب ذات الفترات المدارية الطويلة والمشابة لكوكب المشتري.

## الكواكب المكتشفة
```
حتى فبراير 2014 أعلن مشروع البحث الكوكبي الأنغلو أسترالي عن اكتشاف 28 جرم كوكبي، بما في ذلك ثلاثة أنظمة متعددة الكواكب.
```

## وصلة خارجية
- البحث الكوكبي الأنغلو أسترالي الصفحة الرئيسية